# No. 100 Squadron RAAF
Ne doit pas être confondu avec No. 100 Squadron RAF.
Le No. 100 Squadron RAAF est un squadron de la Force aérienne royale australienne (RAAF).

## Histoire
Le No. 100 Squadron a été formé à la RAAF Station Richmond, en Nouvelle-Galles du Sud, le 15 février 1942;  le mois suivant, le Wing Commander John Balmer (en) a pris le commandement du squadron. Le squadron a été formé à partir d'un noyau du No. 100 Squadron RAF, qui avait été détruit pendant la campagne malaise, et a été nommé en l'honneur de cette unité. Malgré ce lien, le No. 100 Squadron a été un squadron australien tout au long de son existence et a été considéré comme distinct de son homonyme britannique, qui a été reformé en tant que squadron de bombardiers lourds en Grande-Bretagne le 15 décembre 1942 ,. L'unité a ensuite transférée à Mareeba, Queensland, en mai 1942, avant de poursuivre son entraînement et d'effectuer des patrouilles anti-sous-marines.